# Trofeo Gobierno de Canarias
El Trofeo Gobierno de Canarias es un torneo amistoso de fútbol organizado por el Gobierno de Canarias desde el 2011, a través de la Dirección General de Deportes del gobierno autonómico. 
La primera edición, presentada en Las Palmas de Gran Canaria el 8 de agosto de 2011, la disputarán los equipos de la UD Las Palmas y el CD Tenerife a doble partido. Las normas del Trofeo, consensuadas por ambos equipos, son las siguientes: 
1. Valor doble de los goles en caso de empate. Si aun así, se mantuviera el empate: lanzamientos de penaltis para decidir el ganador.
2. Posibilidad de hacer como máximo 8 cambios por partido.
3. En caso de expulsión, ya sea por doble amarilla o roja directa, el jugador o jugadores sancionados, no podrán disputar el partido de vuelta.

El campeón del I Trofeo Gobierno de Canarias fue la UD Las Palmas que se impuso por 4-0 en el cómputo global de la eliminatoria, al CD Tenerife. Milagros Luis Brito, directora general de Deportes del Gobierno de Canarias, hizo entrega a los capitanes Luna (Tenerife) y Pedro Vega (Las Palmas), de sendos trofeos por su participación en el trofeo disputado a doble partido.

## I Trofeo Gobierno de Canarias (2011)
| 12 de agosto de 2011, 20:30 | UD Las Palmas                                 | 3-0 | CD Tenerife | Estadio de Gran Canaria, Las Palmas de Gran Canaria                         |                                                                             |
|                             | Quiroga 19' · Vitolo 65' (pen.) · Artiles 72' |     |             | Asistencia: 7.332 espectadores Árbitro(s): Hernández Hernández (Las Palmas) | Asistencia: 7.332 espectadores Árbitro(s): Hernández Hernández (Las Palmas) |

| 14 de agosto de 2011, 18:00 | CD Tenerife | 0-1 | UD Las Palmas      | Estadio Heliodoro Rodríguez López, Santa Cruz de Tenerife           |                                                                     |
|                             |             |     | Francis Suárez 47' | Asistencia: 4.500 espectadores Árbitro(s): Cruz Quintero (Tenerife) | Asistencia: 4.500 espectadores Árbitro(s): Cruz Quintero (Tenerife) |

|                            |
| Campeón                    |
| Unión Deportiva Las Palmas |
| 1º Título                  |